# Menemerus rubicundus
Menemerus rubicundus är en spindelart som beskrevs av Lawrence 1928. Menemerus rubicundus ingår i släktet Menemerus och familjen hoppspindlar. Inga underarter finns listade i Catalogue of Life.